# Bräkenmossa
Bräkenmossa (Plagiochila asplenioides) är en levermossart som först beskrevs av Carl von Linné, och fick sitt nu gällande namn av Barthélemy Charles Joseph Dumortier. Bräkenmossa ingår i släktet bräkenmossor, och familjen Plagiochilaceae. Arten är reproducerande i Sverige. Inga underarter finns listade i Catalogue of Life.

## Bildgalleri

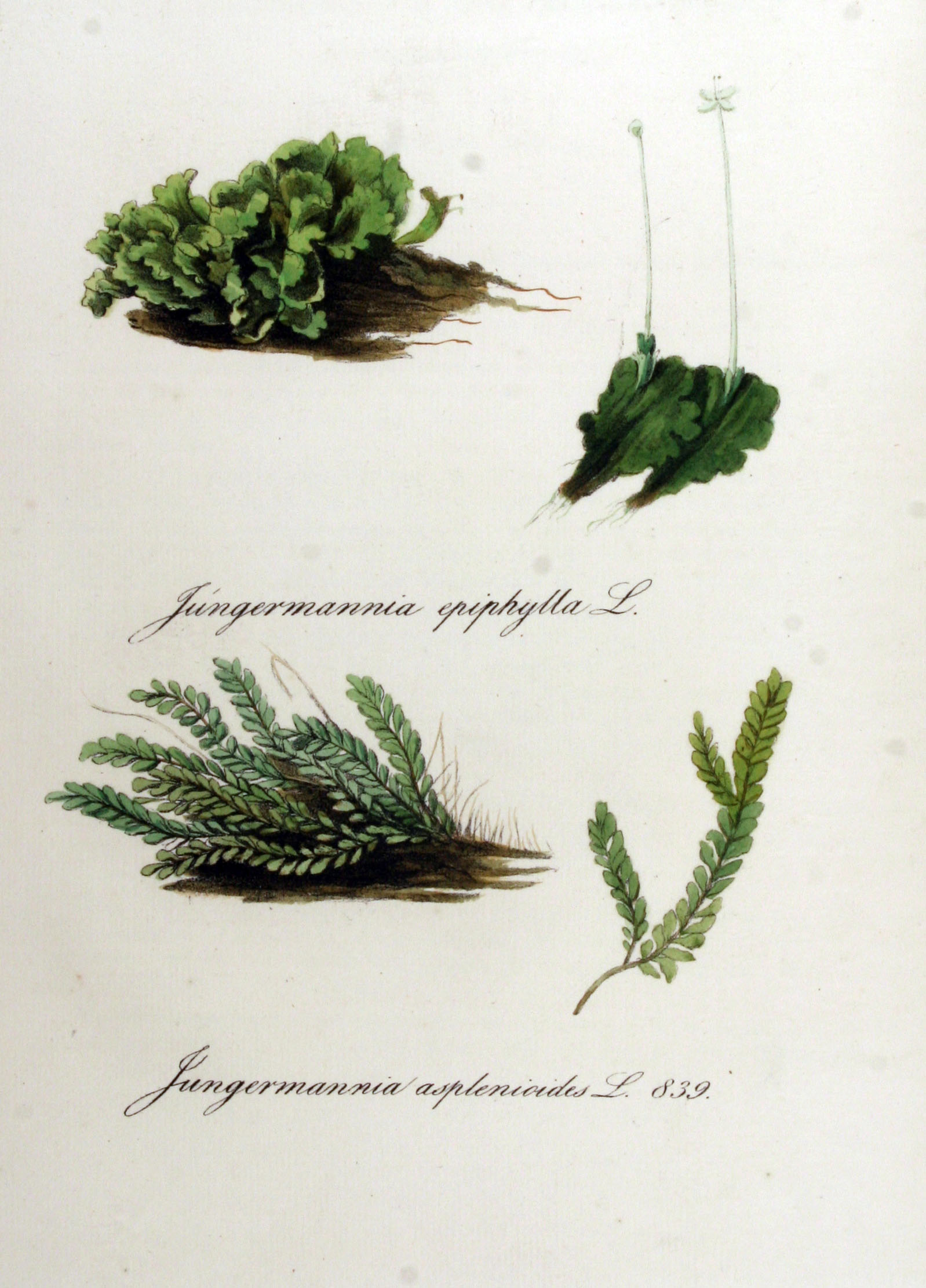
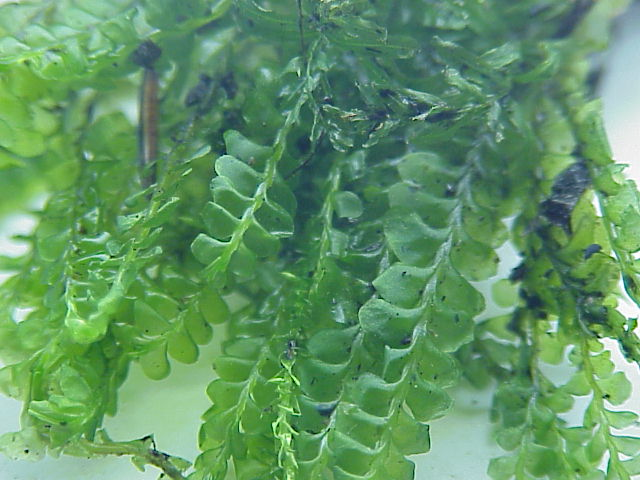
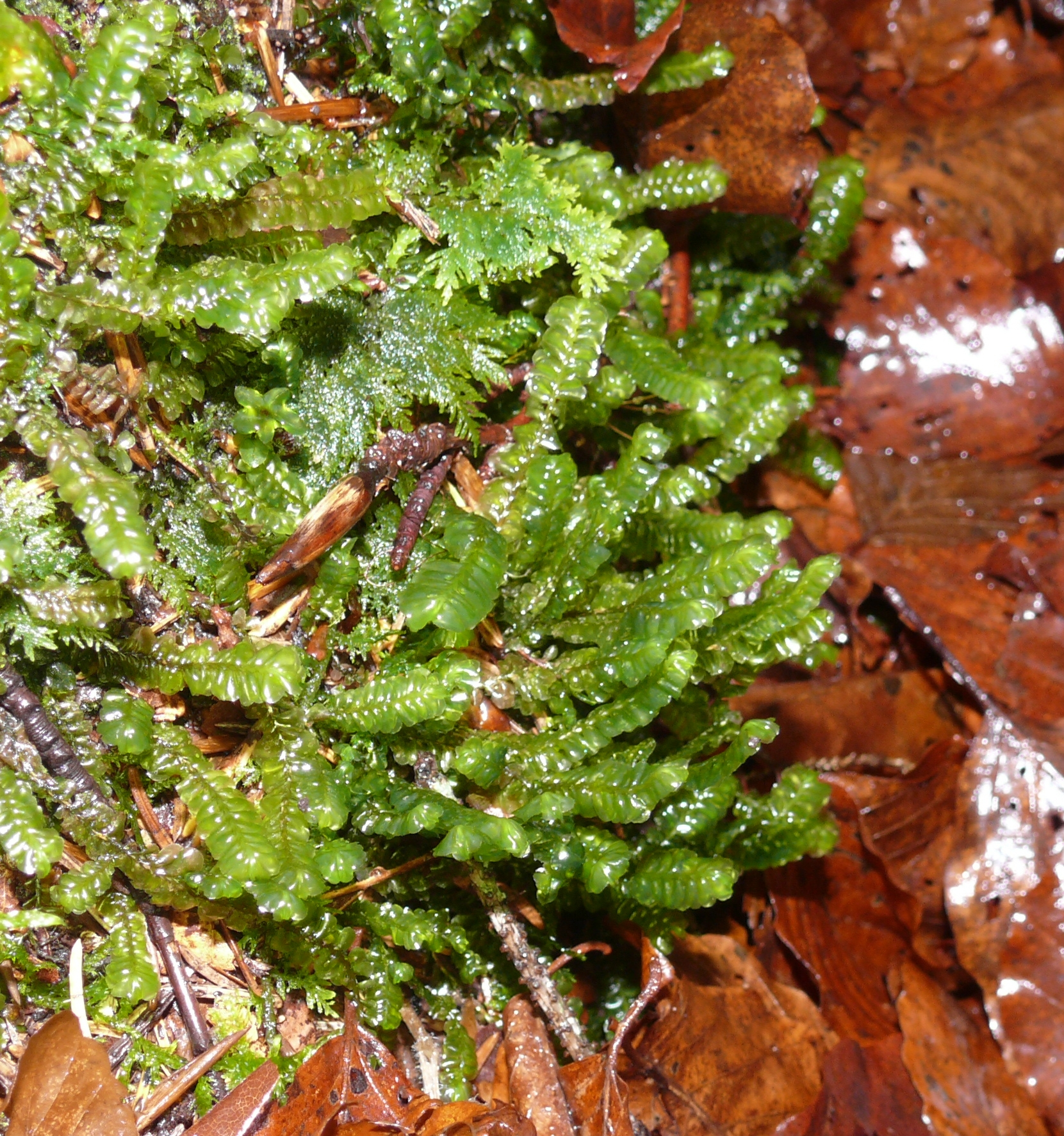
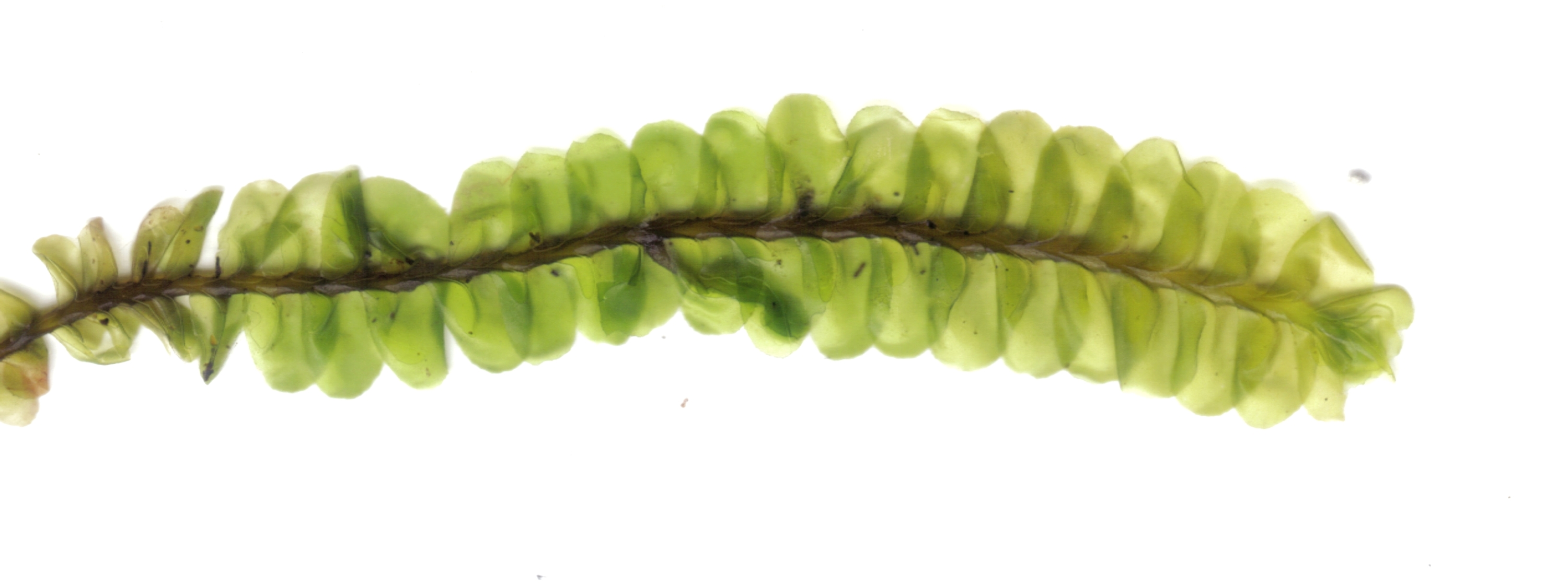
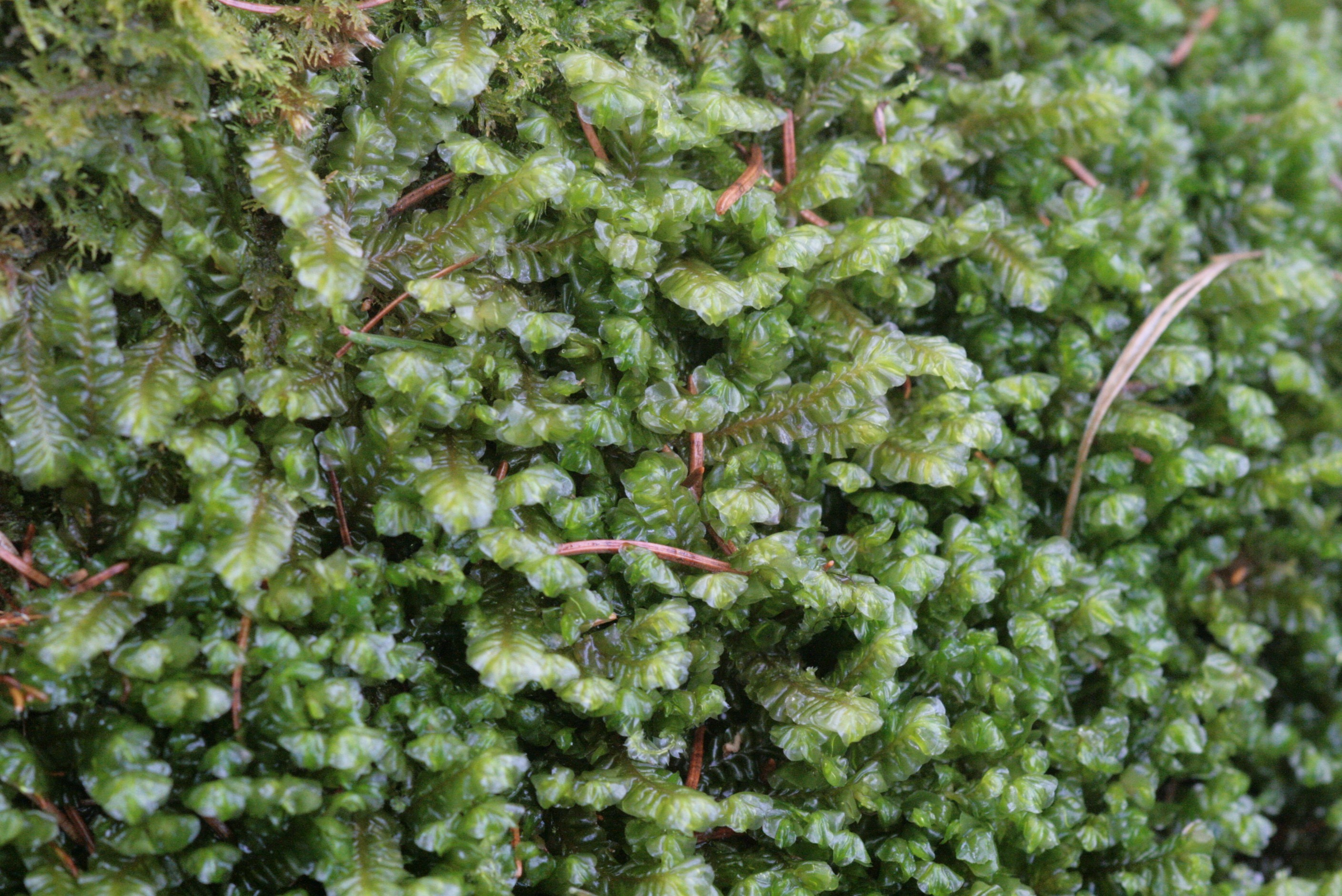
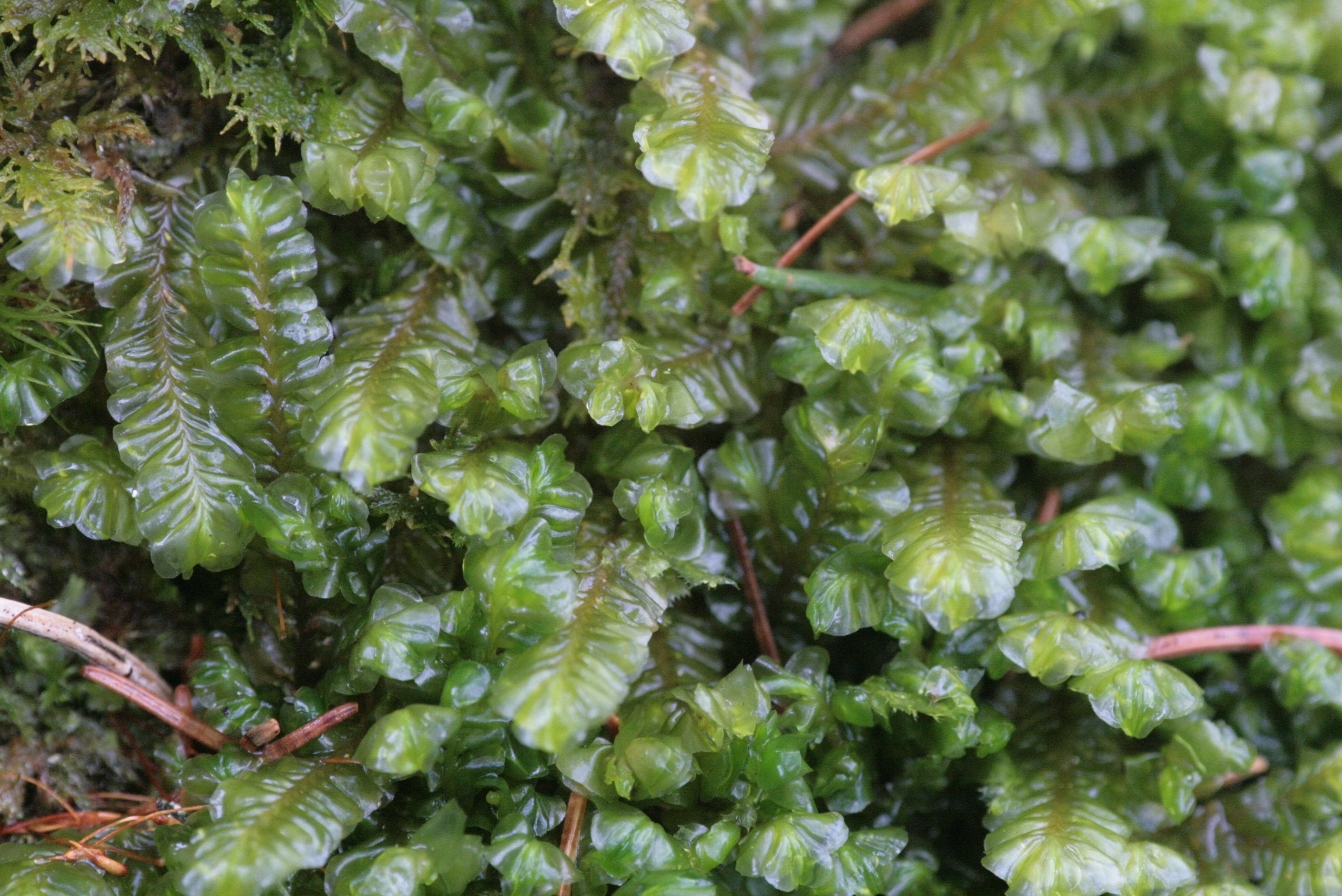